# A61高速公路
A61高速公路（法語：Autoroute A61）是法国的一条高速公路，全长150（93英里），于1978年建成通车。A61始于纳博讷，终于图卢兹。A61也是欧洲E80公路以及Deux Mers高速的一部分。